# Isinda
Isinda (en griego, Ἴσινδος o Ἴσινδα.) era una antigua colonia griega de Jonia.
Fue miembro de la Liga de Delos puesto que aparece mencionada en registros de tributos a Atenas entre los años 445/4 y 416/5 a. C.
Es posible que sea la misma ciudad que la Ionda que menciona Diodoro Sículo que fue ocupada por Tibrón de Esparta en el año 391/90 a. C. A continuación ocupó una montaña situada cerca de Éfeso.
Se desconoce su localización exacta.